# 科爾蒂切利 (密蘇里州)
科爾蒂切利（英語：Corticelli）是位於美國密蘇里州莫尼托縣的非建制地區。

## 歷史
科爾蒂切利的郵局於1895年設立，其後於1911年停運。

## 地理
科爾蒂切利所處的海拔為高於海平面281米（即922英呎），而該地所採用的時區為UTC-6，即北美中部時區（CST）。同時該地設有夏令時間，為UTC-6調快一小時，即UTC-5（CDT）。